# Grace Ogot
Grace Ogot, eigentlich Grace Emily Akinyi (* 15. Mai 1930 in Asembo bei Kisumu, Provinz Nyanza, Britisch-Ostafrika; † 18. März 2015 in Nairobi), war eine der ersten international bekannten Schriftstellerinnen Afrikas und wohl die bedeutendste Autorin Ostafrikas.

## Leben
Ogot besuchte die Ng’iya Girls’ School und die Butere High School in Butere. Danach ließ sie sich in Uganda und Großbritannien zur Krankenschwester und Hebamme ausbilden und arbeitete später als Hebamme in Kenia. Dann wechselte sie zum Journalismus und arbeitete für den BBC-Rundfunk als Sprecherin und Redakteurin, aber auch für die Air India im PR-Management.
1959 heiratete sie den Historiker Bethwell Alan Ogot. Sie wurde Mutter von vier Kindern.
Ogot hatte verschiedene Botschafter-Posten bei der UNO und der UNESCO inne. Sie war auch Gründungsmitglied des Schriftstellerverbandes, der „Writers’ Association of Kenya“. 1984 war sie eines der wenigen weiblichen Parlamentsmitglieder und erlangte als Assistant Minister unter Präsident Daniel arap Moi als einzige Frau Kabinettsrang.

## Schriftstellerische Tätigkeit
Ogot erreichte mit ihrem Werk als eine der ersten Schriftstellerinnen Afrikas internationale Aufmerksamkeit. Ihre Kurzgeschichten erschienen in Anthologien oder in afrikanischen und europäischen Blättern wie Black Orpheus und Transition; 1962 und 1964 wurden zwei Kurzgeschichten von ihr veröffentlicht. Sie schrieb ihre Romane und Kurzgeschichten in Englisch und Luo, ihrer Muttersprache. Ähnlich wie ihr Landsmann Ngũgĩ wa Thiong’o betonte sie die Bedeutung der lokalen Sprachen.
Der Durchbruch gelang ihr 1966 mit ihrem ersten Roman The Promised Land, der das Problem der damaligen Bevölkerungswanderung in Kenia aufgreift. Damit war sie 1966 die erste Afrikanerin, die einen vollständigen Roman in einem afrikanischen Verlagshaus, dem East African Publishing House in Nairobi, publizieren konnte. In ihrem zweiten Roman The Graduate (1980) erzählte sie die Geschichte eines Mannes, der nach seinem Studium in den USA nach Hause zurückkehrt. Das gab ihr die Gelegenheit, das Problem der Ungleichheit der Geschlechter in der Politik zu thematisieren und zu zeigen, wie erfolgreich Frauen sein können, wenn sie nur die Gelegenheit dazu erhalten.
Grace Ogot wurde in die Anthologie Daughters of Africa aufgenommen, die 1992 von Margaret Busby in London und New York herausgegeben wurde.

## Werke
- The Promised Land. East African Publishing House (EAPH), Nairobi 1966 (Roman).
  - Heinemann, Nairobi 1990.
- Land without thunder. East African Publishing House (EAPH), Nairobi 1968 (Kurzgeschichten).
- The Other Woman. 1976 (Kurzgeschichten).
- The Graduate. Uzima Press, Nairobi 1980 (Roman).
- The Island of tears. Uzima Press, Nairobi 1980 (Kurzgeschichten).
- Miaha. 1983 (Nacherzählung einer dörflichen Luo-Sage).
- The strange bride. Übersetzung aus dem Luo von Okoth Okombo. Heinemann, Nairobi 1989 (Roman).
- The Other woman. East African Educational Publishers House (EAPH), Nairobi 1992 (Kurzgeschichten).